# К'яламберто
К'яламберто (італ. Chialamberto, п'єм. Cialambèrt) — муніципалітет в Італії, у регіоні П'ємонт,  метрополійне місто Турин.
К'яламберто розташовані на відстані близько 570 км на північний захід від Рима, 45 км на північний захід від Турина.
Населення — 352 особи (2014).
Покровитель — San Filippo.

## Демографія
Населення за роками:

Станом на 1 січня 2023 року в муніципалітеті офіційно проживало 10 іноземців з 3 країн, серед них 6 громадян країн Євросоюзу.

## Сусідні муніципалітети
- Ала-ді-Стура
- Кантоїра
- Черес
- Гроскавалло
- Локана
- Ноаска